# Горноуральський міський округ
Горноура́льський міський округ (рос. Горноуральский городской округ) — адміністративна одиниця Свердловської області Російської Федерації.
Адміністративний центр — селище міського типу Горноуральський.

## Населення
Населення міського округу становить 32895 осіб (2018; 34905 у 2010, 38447 у 2002).

## Склад
До складу міського округу входять 60 населених пунктів, які утворюють 13 територіальних відділів адміністрації:
| Населений пункт                          | Населення, осіб (2002) | Населення, осіб (2010) |
| ---------------------------------------- | ---------------------- | ---------------------- |
| Башкарський територіальний відділ        |                        |                        |
| Башкарка, село                           | 643                    | 568                    |
| Мокроуське, село                         | 209                    | 166                    |
| Нова Башкарка, присілок                  | 169                    | 95                     |
| Сарапулка, присілок                      | 5                      | 12                     |
| Бродовський територіальний відділ        |                        |                        |
| Бродово, село                            | 611                    | 598                    |
| Дубасова, присілок                       | 7                      | 9                      |
| Матвеєва, присілок                       | 128                    | 100                    |
| Шуміха, присілок                         | 313                    | 261                    |
| Вісімський територіальний відділ         |                        |                        |
| Великі Галашки, село                     | 15                     | 15                     |
| Вісім, селище                            | 1727                   | 1601                   |
| Харьонки, присілок                       | 3                      | 16                     |
| Горноуральський територіальний відділ    |                        |                        |
| Балакино, село                           | 304                    | 233                    |
| Горноуральський, селище міського типу    | 4268                   | 3972                   |
| Лая, селище                              | 270                    | 214                    |
| Лая, село                                | 1887                   | 1800                   |
| Мала Лая, село                           | 359                    | 288                    |
| Краснопольський територіальний відділ    |                        |                        |
| Дрягуново, село                          | 49                     | 59                     |
| Краснопольє, село                        | 449                    | 439                    |
| Первомайський, селище                    | 892                    | 862                    |
| Реші, присілок                           | 45                     | 40                     |
| Сусідкова, присілок                      | 1                      | 24                     |
| Темно-Осинова, присілок                  | 4                      | 14                     |
| Ніколо-Павловський територіальний відділ |                        |                        |
| Анатольська, присілок                    | 31                     | 38                     |
| Анатольська, селище                      | 131                    | 160                    |
| Братчиково, селище                       | 44                     | 48                     |
| Леньовка, селище                         | 336                    | 330                    |
| Монзіно, селище                          | 27                     | 29                     |
| Ніколо-Павловське, село                  | 4800                   | 5042                   |
| Отрадний, селище                         | 208                    | 218                    |
| Шиловка, село                            | 342                    | 284                    |
| Новоасбестівський територіальний відділ  |                        |                        |
| Вілюй, селище                            | 135                    | 129                    |
| Новоасбест, селище                       | 2434                   | 2220                   |
| Ряжик, селище                            | 146                    | 138                    |
| Паньшинський територіальний відділ       |                        |                        |
| Бизово, село                             | 419                    | 335                    |
| Кондрашина, присілок                     | 25                     | 21                     |
| Маркова, присілок                        | 97                     | 75                     |
| Новопаньшино, село                       | 941                    | 835                    |
| Сартакова, присілок                      | 38                     | 26                     |
| Стара Паньшина, присілок                 | 210                    | 165                    |
| Петрокаменський територіальний відділ    |                        |                        |
| Біляковка, присілок                      | 357                    | 318                    |
| Лугова, присілок                         | 161                    | 130                    |
| Нова, присілок                           | 162                    | 109                    |
| Петрокаменське, село                     | 3749                   | 3401                   |
| Слудка, присілок                         | 30                     | 25                     |
| Фокінці, присілок                        | 7                      | 4                      |
| Черемшанка, присілок                     | 48                     | 50                     |
| Покровський територіальний відділ        |                        |                        |
| Зональний, селище                        | 431                    | 436                    |
| Молодіжний, селище                       | 99                     | 44                     |
| Покровське, село                         | 3633                   | 2425                   |
| Синьогорський територіальний відділ      |                        |                        |
| Дальній, селище                          | 137                    | 83                     |
| Сєверка, селище                          | 214                    | 118                    |
| Синьогорський, селище                    | 895                    | 603                    |
| Чорноісточинський територіальний відділ  |                        |                        |
| Чорноісточинськ, селище                  | 3707                   | 3814                   |
| Южаковський територіальний відділ        |                        |                        |
| Верхня Алабашка, присілок                | 0                      | 0                      |
| Зирянка, присілок                        | 23                     | 25                     |
| Кайгородське, село                       | 504                    | 461                    |
| Корнилова, присілок                      | 85                     | 74                     |
| Мурзинка, село                           | 354                    | 347                    |
| Сизикова, присілок                       | 77                     | 49                     |
| Южаково, село                            | 1052                   | 910                    |

## Найбільші населені пункти
| № | Населений пункт   | Населення, осіб (2002) | Населення, осіб (2010) |
| - | ----------------- | ---------------------- | ---------------------- |
| 1 | Ніколо-Павловське | 4 800                  | 5 042                  |
| 2 | Горноуральський   | 4 268                  | 3 972                  |
| 3 | Чорноісточинськ   | 3 707                  | 3 814                  |
| 4 | Петрокаменське    | 3 749                  | 3 401                  |
| 5 | Покровське        | 3 633                  | 2 425                  |
| 6 | Новоасбест        | 2 434                  | 2 220                  |
| 3 | Лая (село)        | 1 887                  | 1 800                  |
| 3 | Вісім             | 1 727                  | 1 601                  |